# Fritz Fröhlich (Maler, 1928)
Fritz Fröhlich (* 14. Juni 1928 in Zeitz; † 26. Dezember 2006 in Sofia) war ein deutscher Maler und Grafiker.

## Leben und Werk
Fröhlich absolvierte von 1942 bis 1944 eine Lehre als Farblithograph und betätigte sich autodidaktisch als Maler. Von 1944 bis 1945 nahm er am 2. Weltkrieg teil und war in Kriegsgefangenschaft. Danach setzte er seine künstlerische Arbeit fort.
Von 1947 bis 1951 studierte er in Leipzig bei Ernst Hassebrauk und Max Schwimmer an der Hochschule für Grafik und Buchkunst (HGB). Von 1951 bis 1955 arbeitete er in Zeitz als freischaffender Künstler, u. a. als Illustrator für die Tageszeitung Freiheit in Halle/Saale. Von 1956 bis 1959 hatte er eine Aspirantur bei Schwimmer, die er mit dem Diplom als Grafiker beendete. Danach arbeitete er bis 1960 wieder freischaffend in Zeitz. Ende der 1950er Jahre begann er mit zeichnerischen und lithografischen Folgen und Zyklen hervorzutreten.
Von 1960 bis 1992 übte Fröhlich eine Lehrtätigkeit an der HGB aus, erst als Assistent und ab 1963 als Dozent. Er war Mitglied des Verbands Bildender Künstler der DDR und schuf in der DDR u. a. eine bedeutende Anzahl von Auftragsarbeiten, so für den FDGB an der Erdgastrasse „Drushba“. Bilder schuf er auch auf Studienreisen in Polen, der ČSSR, Bulgarien und der Sowjetunion. 1991 reiste er nach Sri Lanka und 1993 in die USA.
Seine malerischen Arbeiten kennzeichnet „eine dynamisch pastose Faktur in starker Farbigkeit“. Bilder Fröhlichs hingen in staatlichen Institutionen der DDR wie Botschaften und in Großbetrieben. 1988 erhielt Fröhlich den Kunstpreis der DDR. Er hatte eine bedeutende Anzahl von Einzelausstellungen und Ausstellungsbeteiligungen. Er war auf den meisten wichtigen Kunstausstellungen der DDR vertreten, darunter von 1953 bis 1978 auf fünf Deutschen Kunstausstellungen bzw. Kunstausstellungen der DDR in Dresden, und nahm an Ausstellungen im Ausland teil.
Fröhlich war mit der deutsch-bulgarischen Malerin Magdalena, geb. Kostadinowa, (* 1930) verheiratet.

## Werke

### Tafelbilder (Auswahl)
- Dorfstraße in Rasberg (Öl, 60 × 80 cm; ausgestellt 1953 auf der Dritten Deutschen Kunstausstellung)[2]

- Dagmar beim Malen (Öl, 60 × 80 cm; ausgestellt 1962/1963 auf der Fünften Deutschen Kunstausstellung)[3]

- Arbeiter im Investkomplex Böhlen (Öl auf Leinwand, 1976/1977; ausgestellt 1977/1978 auf der VIII. Kunstausstellung der DDR)[4]

- Blumenstillleben (Öl auf Hartpappe, 49 × 59,5 cm; Sächsischer Kunstfonds)[5]

- An der Trasse (Öl auf Leinwand, 120,5 × 192 cm, 1983/85; Sächsischer Kunstfonds)[6]

- Treptower Ehrenmal (Öl, 1985, 125 × 100 cm; Kunstarchiv Beeskow)[7]

- Schlossbrücke mit Dom und Palast (Öl auf Leinwand; 71 × 121 cm, 1985; Kunstarchiv Beeskow)[8]

### Druckgrafik (Auswahl)
- Dresden mahnt (Zyklus von vier Lithografien, 40 × 56 cm; ausgestellt 1958/1959 auf der Vierten Deutschen Kunstausstellung) u. a.[9]

- Aus der Arbeiterbewegung der zwanziger Jahre (Zyklus von Lithografien, 47 × 64 cm; Diplomarbeit; ausgestellt 1958/1959 auf der Vierten Deutschen Kunstausstellung) u. a.[10]

- Bau einer Braunkohlen-Benzol-Anlage im VEB Hydrierwerk Zeitz (Folge von fünf Lithografien, 35 × 45 cm; ausgestellt 1962/1963 auf der Fünften Deutschen Kunstausstellung) u. a.[11]